# Bascanichthys bascanoides
Bascanichthys bascanoides är en fiskart som beskrevs av Osburn och Nichols, 1916. Bascanichthys bascanoides ingår i släktet Bascanichthys och familjen Ophichthidae. IUCN kategoriserar arten globalt som livskraftig. Inga underarter finns listade.